# Aspidogyne hyphaematica
Aspidogyne hyphaematica är en orkidéart som först beskrevs av Heinrich Gustav Reichenbach, och fick sitt nu gällande namn av Leslie Andrew Garay. Aspidogyne hyphaematica ingår i släktet Aspidogyne och familjen orkidéer. Inga underarter finns listade i Catalogue of Life.